# Marco Murgano
Marco Murgano (Lavagna, 29 maart 1998) is een Italiaans voormalig wielrenner.

## Carrière
Als eerstejaars junior won Murgano het jongerenklassement in de Ronde van de Lunigiana.
In 2022 maakte Murgano de overstap naar Team Corratec. In zijn eerste seizoen bij de ploeg reed hij onder meer de Trofeo Laigueglia en de Ronde van Sicilië. Omdat zijn ploeg in 2023 een stap hogerop deed, werd Murgano dat jaar prof. In juli van dat jaar eindigde hij op de vierde plek in het algemeen klassement van de Ronde van het Qinghaimeer. Zijn debuut in de World Tour volgde in februari 2024, toen hij aan de start stond van de Ronde van de Verenigde Arabische Emiraten. In de openingsrit vormde hij, samen met zijn ploeggenoot Mark Stewart, de vroege vlucht. Tijdens de vierde etappe droeg hij de zwarte leiderstrui van het tussensprintklassement, omdat de eigenaar van de trui (Stewart) al in de groene puntentrui reed.

## Overwinningen
2015
Jongerenklassement Ronde van de Lunigiana

## Resultaten in voornaamste wedstrijden
|      | \| Jaar \| Milaan-San Remo \| \| ---- \| --------------- \| \| 2024 \| 155e \| |
| Jaar | Milaan-San Remo                                                                |
| 2024 | 155e                                                                           |

### Resultaten in kleinere rondes
| Jaar | Ronde van de VAE | Ronde van Romandië |
| ---- | ---------------- | ------------------ |
| 2024 | 76e              | opgave             |

## Ploegen
- 2020 –  Casillo-Petroli Firenze-Hopplà
- 2022 –  Team Corratec
- 2023 –  Team Corratec-Selle Italia[a]
- 2024 –  Team Corratec-Vini Fantini

Amella · Baldaccini · Barać · Conti · Dalla Valle · Gandin · Iacchi · Konychev · Masotto · Murgano · Olivero · Ponomar (vanaf 10/8) · Quarterman · Quartucci · Stojnić · Stöckli · Tivani · Vacek · van Empel · Viviani · Zambelli · Darbellay (stagiair) · Debons (stagiair) · Tsarenko (stagiair)
Amella · Baldaccini · Balmer (vanaf 14/5) · Bonifazio · Conti · Darbellay · Debons · González (vanaf 31/3) · Iacchi · Mareczko · Masotto · Monaco · Murgano · Olivero · Padoen · Ponomar · Samudio (vanaf 1/8) · Quartucci · Sbaragli · Stewart · Stöckli · Tsarenko · van Empel · Viviani · Zambelli · Bögli (stagiair) · Parravano (stagiair) · Tissières (stagiair)